# マイケル・フィンケル
マイケル・フィンケル（Michael Finkel）は、アメリカ合衆国のジャーナリスト、回顧録者である。
彼は、アフリカの奴隷貿易について書いた記事が捏造であったことが判明し、解雇される2001年まで、ニューヨーク・タイムズで記事を書いていた。彼のニューヨーク・タイムズの同僚、ジェイソン・ブレアによる盗作に浴びせられた注目とは対照的に、彼の解雇は、『タイムズ』の後ろの短い記事で発表されるにとどまった。
彼は、2001年12月に自分の妻子を殺害したオレゴン州の男、クリスチャン・ロンゴが、逃亡中に別名として数週間にわたり「マイケル・フィンケル」を使用していたことを知った。次月にロンゴが逮捕された後、彼らはコミュニケーションをとりあった。フィンケルは、ロンゴの裁判の前に、彼が無罪とされるのを援助するため、ジャーナリストが「真実の物語」を出すことを望んでいると述べた。有罪判決の後、ロンゴは、罪を認めるフィンケルのインタビューに応じた。2013年、この出来事に関するフィンケルの記憶をもとに、ジョナ・ヒル（フィンケル役）やジェームズ・フランコ（ロンゴ役）が出演する映画『トゥルー・ストーリー』の撮影が始まった。
2008年、彼とジョン・スタンマイヤーは、ナショナルジオグラフィックで出版した『Bedlam in the Blood: Malaria』における写真ジャーナリズムの功績のため、National Magazine Awardsを受賞した。